# Розсіяне скупчення

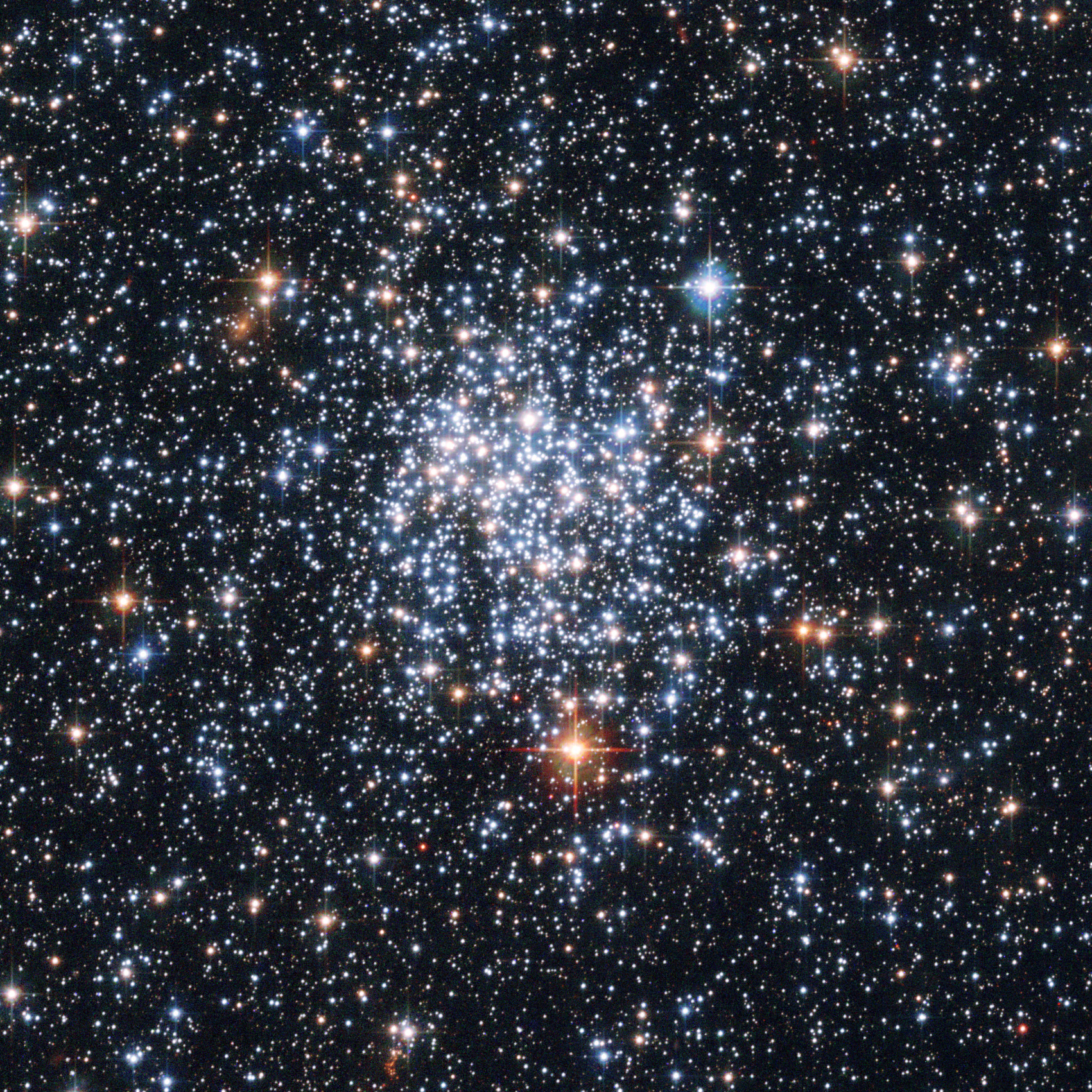
NGC 265, розсіяне зоряне скупчення у Малій Магеллановій Хмарі.

Розсіяне зоряне скупчення (відкрите скупчення) — гравітаційно пов'язана група зір I типу зоряного населення. Їх середню масу оцінюють у 300 M☉. У структурі виділяють ядро, діаметр якого не перевищує 30 пк (середнє значення — 5—6 пк) і корону, діаметр якої в 2—10 разів більший за діаметр ядра.
Вік розсіяних скупчень — від десятків мільйонів до мільярда років. Внаслідок цього вони можуть суттєво відрізнятися одне від одного зоряним складом і, отже, виглядом діаграми Герцшпрунга — Рассела.
Розсіяні скупчення сконцентровано до галактичної площини, а наймолодші з них зосереджено у спіральних рукавах.
На відміну від кулястих скупчень, розсіяні скупчення містять порівняно небагато зір і мають неправильну форму.
У молодих розсіяних скупчень, що асоціюються зі спіральними рукавами галактики, доволі характерний склад. В них рідко зустрічаються червоні і жовті гіганти та зовсім немає червоних і жовтих надгігантів. Водночас білі й блакитні гіганти, хоча власне є рідкісними видами зір, у розсіяних скупченнях зустрічаються постійно. Частіше, ніж в інших місцях Галактики, можна зустріти й зовсім рідкісні зорі — білі й блакитні надгіганти (зірки надзвичайно високої світності й температури, які випромінюють у сотні тисяч і навіть мільйони разів більше, ніж наше Сонце).
Наразі відомо понад півтори тисячі таких скупчень, хоча вважається, що в нашій Галактиці їх має бути в десятки разів більше.
Деякі розсіяні зоряні скупчення можна спостерігати неозброєним оком: Стожари (1,4m), Гіади (0,8m), Ясла (3,9m).

## Історичні спостереження

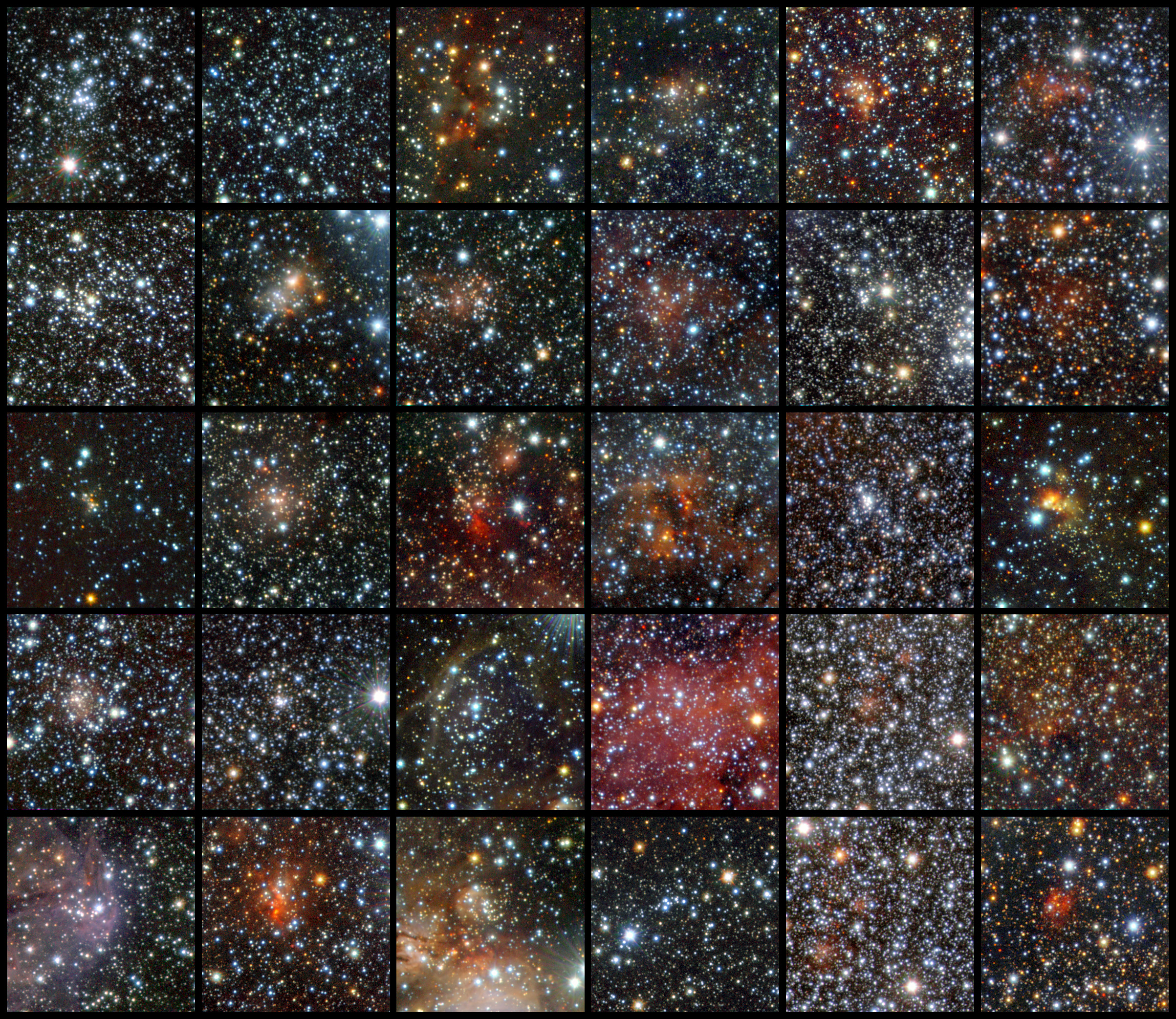
Мозаїка з 30 зображень розсіяних скупчень, відкритих VISTA (телескоп). Від прямого спостереження ці скупчення закриті пилом Чумацького Шляху.

Яскраве розсіяне зоряне скупчення Плеяди відоме ще з часів античності, а Гіади є частиною сузір'я Тельця, одного з найдавніших сузір'їв. Інші скупчення описані ранніми астрономами як нероздільні нечіткі ділянки світла. Грецький астроном Клавдій Птолемей згадував у своїх записах Ясла, Подвійне скупчення у Персеї та скупчення Птоломея; а перський астроном Ас-Суфі описав скупчення Омікрон Вітрил. Тим не менше, лише винайдення телескопа дозволило розрізнити у цих туманних об'єктах окремі зорі. Більше того, 1603 року Йоган Байєр позначив ці утворення так, як позначалися окремі зорі.
Першим, хто застосував 1609 року телескоп для спостереження зоряного неба і записав результати цих спостережень, був італійський астроном Галілео Галілей. При вивченні деяких туманних об'єктів, описаних Птолемеем, Галілей виявив, що вони є не окремими зорями, а групами з великої кількості зір. Так, в Яслах він розрізнив понад 40 зір. В той час як його попередники розрізняли в Плеядах 6—7 зір, Галілей виявив майже 50. У своєму трактаті 1610 року «Sidereus Nuncius» він пише: «…Галаксія є нічим іншим, як зібранням численних зір, розташованих групами». Натхненний роботою Галілея, сицилійській астроном Джованні Годієрна став, можливо, першим астрономом, який знайшов з допомогою телескопа раніше невідомі розсіяні скупчення. 1654 року він виявив об'єкти, що називаються тепер Мессьє 41, Мессьє 47, NGC 2362 і NGC 2451.
1767 року англійський природознавець Джон Мічелл вирахував, що навіть для однієї такої групи, як Плеяди, ймовірність того, що зорі, які її складають, випадково вистроїлися для земного спостерігача на одній лінії, дорівнює 1 до 496 000; стало зрозуміло, що зорі у скупченнях пов'язані фізично. В 1774—1781 роках французький астроном Шарль Мессьє опублікував каталог небесних об'єктів, що мали кометоподібний туманний вигляд. У цей каталог увійшло 26 розсіяних скупчень. У 1790-х роках англійський астроном Вільям Гершель почав всебічне дослідження туманних небесних об'єктів. Він виявив, що багато з цих утворень можна розкласти на групи окремих зір. Гершель припустив, що спочатку зорі були розкидані у просторі, а потім в результаті дії гравітаційних сил утворили зоряні системи. Він поділив туманності на 8 категорій, і класи з VI по VIII виділив для класифікації скупчень зір.
Зусиллями астрономів кількість відомих скупчень почала збільшуватися. Сотні розсіяних скупчень були перераховані в Новому загальному каталозі (англ. NGC), вперше опублікованому 1888 року дансько-ірландським астрономом Дж. Л. Е. Дреєром, а також у двох додаткових індекс-каталогах, що побачили світ у 1896 і 1905 роках. Телескопічні спостереження дозволили виявити два різних типи скупчень. Перші складалися з тисяч зір, розташованих у відповідності з правильним сферичним розподілом; вони зустрічалися по всьому небу, але найщільніше — у напрямку центра Чумацького Шляху. Зоряне населення других було розрідженішим, а форма неправильнішою. Такі скупчення зазвичай розташовувалися всередині чи біля галактичної площини. Астрономи назвали перші кулястими зоряними скупченнями, а другі — розсіяними зоряними скупченнями. Через своє розташування розсіяні скупчення іноді називають галактичними скупченнями, цей термін був запропонований 1925 року швейцарсько-американським астрономом Робертом Джуліусом Трюмплером.
Мікрометричні вимірювання позицій зір у скупченнях були виконані спочатку 1877 року німецьким астрономом Е. Шьонфельдом, а потім американським астрономом Е. Е. Барнардом у 1898—1921 роках. Ці спроби не виявили жодних ознак руху зір. Однак 1918 року голландсько-американський астроном Адріан ван Маанен шляхом порівняння фотопластинок, знятих в різні моменти часу, зміг виміряти власний рух зір для частини скупчення Плеяд. Зі зростанням точності виконання астрометрії почало з'ясовуватися, що скупчення зір розділяють один і той самий власний рух у просторі. Порівнюючи фотопластинки Плеяд, отримані 1918 року, з пластинками 1943 року, ван Маанен зміг виділити зорі, власний рух яких був схожий на середній по скупченню, і таким чином, ідентифікувати ймовірних членів скупчення. Спектроскопічні спостереження виявили загальні радіальні швидкості, показавши цим, що скупчення складаються із зір, пов'язаних між собою в групу.
Перші діаграми «колір — світність» для розсіяних скупчень були опубліковані Ейнаром Герцшпрунгом 1911 року разом зі схемами Плеяд і Гіад. Протягом наступних 20 років він продовжував свою роботу з вивчення розсіяних скупчень. Із спектроскопічних даних він зміг визначити верхню межу внутрішнього руху для розсіяних скупчень та оцінити, що сумарна маса цих об'єктів не перевищує кількох сотень мас Сонця. Він продемонстрував зв'язок між кольорами зір та їх світністю, і 1929 року відмітив, що зоряне населення Гіад і Яслів відрізняється від Плеяд. Згодом це було пояснено відмінністю у віці цих трьох скупчень.

## Утворення

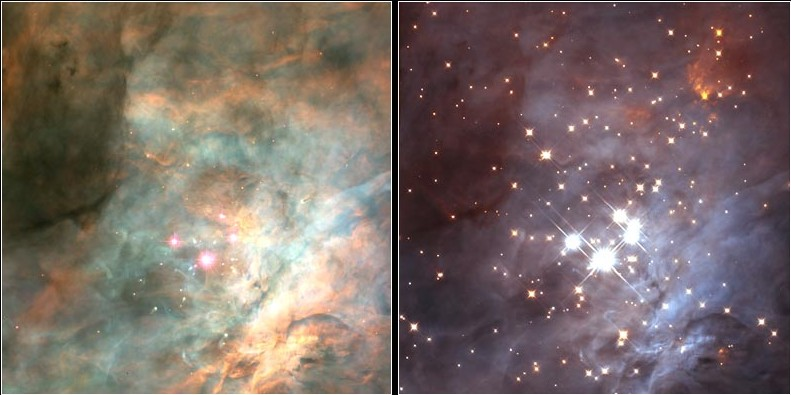
Інфрачервоне випромінювання показує щільне скупчення, що народжується в серці Туманності Оріона.

Утворення розсіяного скупчення починається з колапсу частини велетенської молекулярної хмари, холодної щільної хмари газу та пилу масою в багато тисяч разів більшою від маси Сонця. Такі хмари мають густину від 102 до 106 молекул нейтрального водню на см3, при тому що зореутворення починається в частинах з густиною більшою 104 молекул/см3. Зазвичай, лише 1—10 % об'єму хмари перевищує таку густину. До колапсу такі хмари можуть зберігати механічну рівновагу завдяки магнітним полям, турбулентностям і обертанню.
Існує багато факторів, які можуть порушити рівновагу велетенської молекулярної хмари, що призведе до колапсу і початку процесу активного зореутворення, в результаті якого може виникнути розсіяне скупчення. До таких належать: ударні хвилі від близьких наднових, зіткнення з іншими хмарами, гравітаційні взаємодії. Але навіть за відсутності зовнішніх факторів деякі частини хмари можуть досягнути умов, коли вони стануть нестабільними та схильними до колапсу. Регіон хмари, який колапсує, зазнає ієрархічної фрагментації на менші ділянки (включаючи відносно щільні області, відомі як інфрачервоні темні хмари), що в результаті призводить до народження великої кількості (до кількох тисяч) зір. Такий процес зореутворення починається в оболонці з колапсуючої хмари, яка приховує протозорі з виду, хоча і дозволяє виконувати інфрачервоні спостереження. Вважається, що в галактиці Чумацький Шлях одне нове розсіяне скупчення утворюється раз на кілька тисяч років.

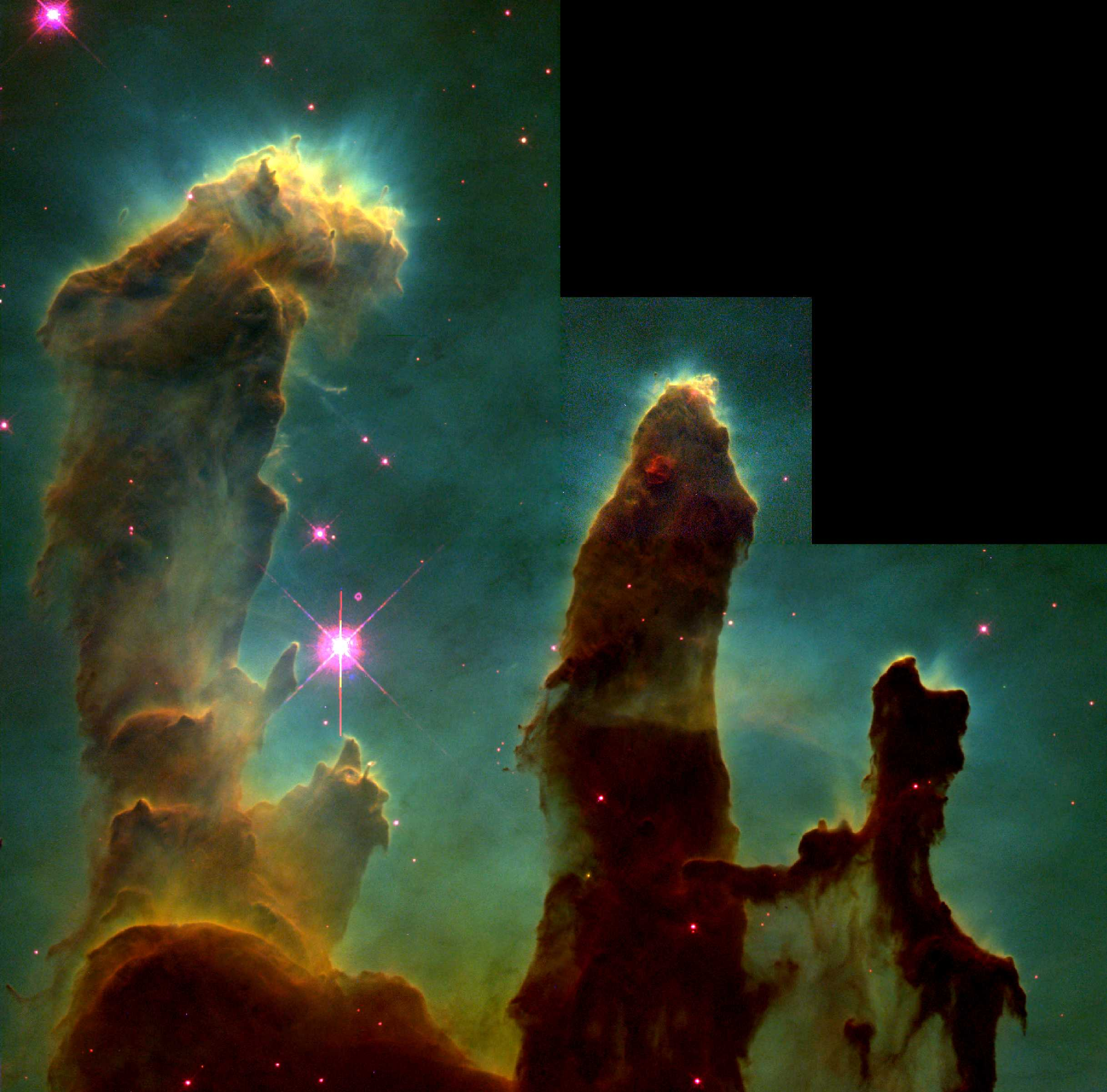
«Стовпи творіння» — область Туманності Орла, де молекулярна хмара розвіюється зоряним вітром від молодих масивних зір.

Найбільш гарячі та масивні зі сформованих зір (відомі як OB-зорі) інтенсивно випромінюють в ультрафіолеті, що постійно іонізує навколишній газ молекулярної хмари і утворює H II-область. Зоряний вітер і тиск радіації від масивних зір починає розганяти гарячий іонізований газ на швидкостях, порівнянних зі швидкістю звуку в газі. Через кілька мільйонів років у скупченні відбувається перший спалах наднової (англ. core-collapse supernovae), яка також виштовхує газ зі своїх околиць. У більшості випадків ці процеси розганяють увесь газ протягом 10 млн років, і зореутворення припиняється. Але близько половини із утворених протозір будуть оточені навколозоряними дисками, багато з яких будуть акреційними дисками.
Оскільки лише від 30 до 40 % газу з центра хмари формує зорі, розсіювання газу сильно ускладнює процес зореутворення. Отже, всі скупчення зазнають на початковій стадії сильної втрати маси, причому доволі велика частина на цьому етапі розпадається зовсім. З цієї точки зору, утворення розсіяного скупчення залежить від того, чи народжені зорі пов'язані гравітаційно; якщо це не так, то замість скупчення виникає незв'язана зоряна асоціація. Якщо є скупчення, таке як Плеяди, все-ж формується, воно зможе утримувати лише 1/3 від початкової кількості зір, а решта перестане бути зв'язаною, щойно газ розсіється. Молоді зорі, що перестали належати рідному скупченню, стануть частиною загального населення Чумацького Шляху.
Внаслідок того, що практично всі зорі утворюються в скупченнях, останні вважаються основними будівельними цеглинами галактик. Інтенсивні процеси розсіювання газу, які як утворюють, так і знищують багато зоряних скупчень при народженні, залишають свій відбиток на морфологічній та кінематичній структурах галактик. Більшість новоутворених розсіяних скупчень має понад 100 зір масою від 50 сонячних. Найбільші скупчення можуть мати масу до 104 сонячних (маса скупчення Westerlund 1 оцінюється як 5×104 сонячних), що дуже близько до мас кулястих скупчень. В той час як розсіяні та кулясті зоряні скупчення є зовсім різними утвореннями, зовнішній вигляд найрозрідженіших кулястих і найбагатших розсіяних скупчень може не так сильно відрізнятися. Деякі астрономи вважають, що в основі утворення цих двох типів скупчень лежить один і то самий механізм, з тією різницею, що умов, необхідних для формування дуже багатих кулястих скупчень — чисельністю в сотні тисяч зір, — в нашій Галактиці більше не існує.
Формування більше ніж одного розсіяного скупчення з одної молекулярної хмари — типове явище. Так, у Великій Магеллановій Хмарі скупчення Hodge 301 і R136 утворилися з газу туманності Тарантул; простежування траєкторій руху Гіад і Ясел, двох помітних і близьких скупчень Чумацького Шляху, дозволяє зробити висновок, що вони також утворилися з однієї хмари близько 600 млн років тому. Іноді скупчення, що утворилися в один час, утворюють подвійне скупчення. Яскравим прикладом цього в нашій Галактиці є подвійне скупчення в Персеї, що складається з NGC 869 і NGC 884 (які іноді помилково називають «χ та h Персея» («хі та аш Персея»), хоча h належить до сусідньої зорі, а χ — до обидвох скупчень), однак крім нього відомо принаймні 10 подібних скупчень. Ще більше таких скупчень відкрито у Малій та Великій Магелланових Хмарах: ці об'єкти легше виявити у зовнішніх системах, ніж у нашій Галактиці, оскільки через проекційний ефект віддалені одне від одного скупчення можуть виглядати пов'язаними між собою.

## Морфологія та класифікація
Розсіяні скупчення можуть бути як розрідженими групами з кількох зір, так і великими агломераціями, що включають тисячі членів. Вони, зазвичай, складаються з добре розрізнюваної щільної серцевини, оточеної розсіянішою «короною» із зір. Діаметр серцевини зазвичай становить 3—4 св. р., а корони — 40 св. р. Стандартна зоряна щільність у центрі скупчення становить 1,5 зорі/св. р.3 (для порівняння: в околицях Сонця це число дорівнює ~0,003 зір/св. р.3).
Розсіяні зоряні скупчення часто класифікуються за схемою, розробленою Робертом Трюмплером 1930 року. Назва класу за цією схемою складається з 3-х частин. Перша частина позначається римською цифрою I—IV і означає концентрацію скупчення та його розрізнюваність від навколишнього зоряного поля (від сильної до слабкої). Друга частина — це арабська цифра від 1 до 3, що означає діапазон яскравості членів (від малого до великого). Третя частина — це літера p, m або r, що позначає, відповідно, низьку, середню чи велику кількість зір у скупченні. Якщо скупчення перебуває всередині туманності, то в кінці додається літера n.
Наприклад, за трюмплерівською схемою Плеяди класифікуються як I3rn (сильно концентроване, багате зорями, є туманність), а ближчі Гіади — як II3m (розсіяніше і з меншою чисельністю).

## Кількість та розподіл

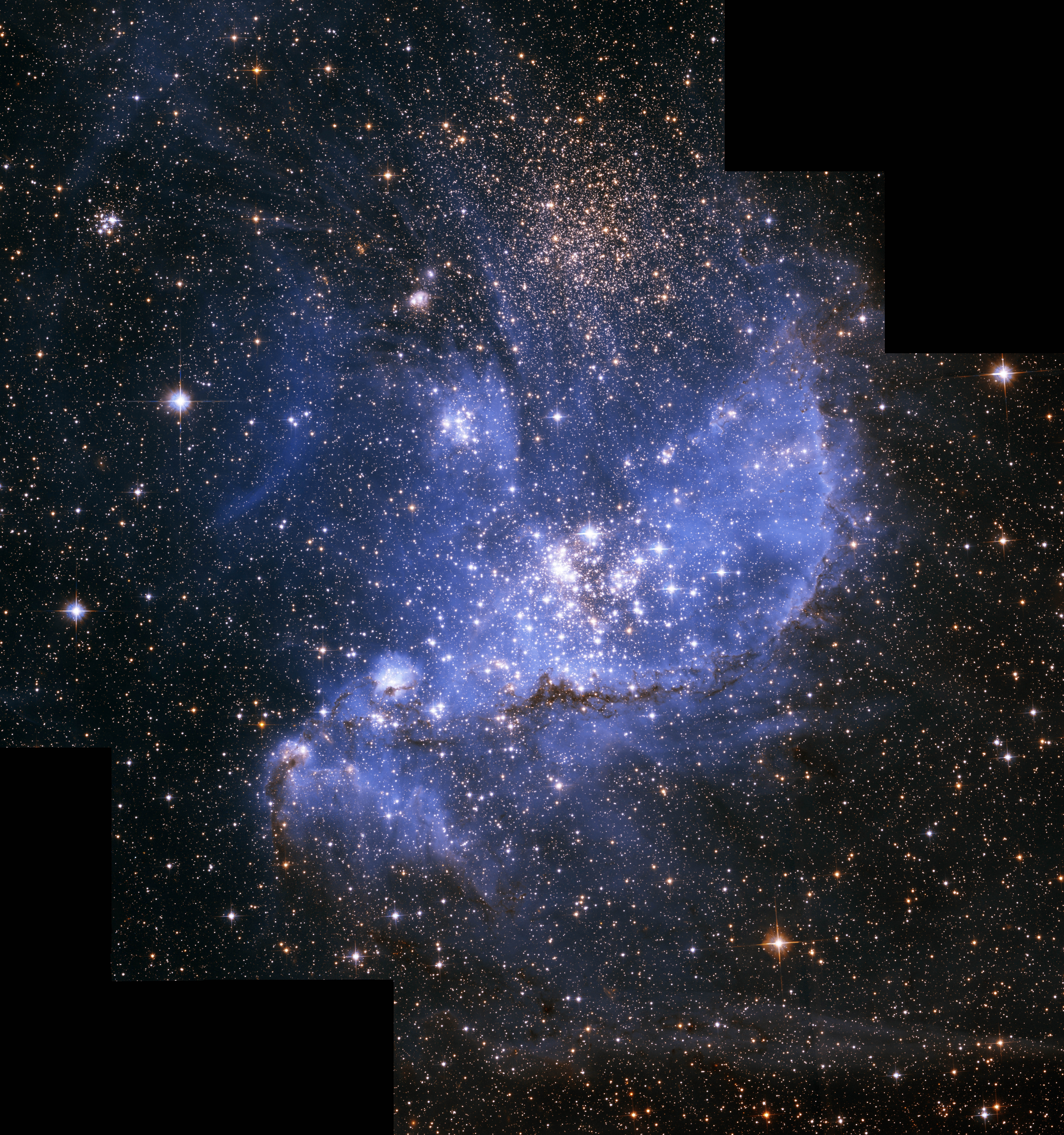
NGC 346, розсіяне скупчення у Малій Магеллановій Хмарі.

У нашій Галактиці відкрито понад 1000 розсіяних скупчень, але їх загальна кількість може бути до 10 разів більша. У спіральних галактиках розсіяні скупчення переважно розташовуються вздовж галактичних рукавів, де густина газу найбільша і, внаслідок цього, найактивніше протікають процеси зореутворення; подібні скупчення зазвичай розсіюються до того, як вони встигають покинути рукав. Розсіяні скупчення мають сильну тенденцію перебувати біля галактичної площини.
У неправильних галактиках розсіяні скупчення можуть перебувати де завгодно, хоча їхня концентрація вища там, де більша густина газу. Розсіяні скупчення не спостерігаються в еліптичних галактиках, оскільки процеси зореутворення в останніх припинилися багато мільйонів років тому, а останні з утворених скупчень з того часу вже давно розсіялися.
Розподіл розсіяних скупчень в нашій Галактиці залежить від віку: старіші скупчення перебувають, переважно, на більших відстанях від галактичного центра і на значній відстані від галактичної площини.
Це пояснюється тим, що припливні сили, що сприяють руйнуванню скупчень, вищі біля центра галактики; з іншого боку, велетенські молекулярні хмари, які також є причиною руйнування, сконцентровані у внутрішніх областях диска галактики; тому скупчення з внутрішніх областей руйнуються у більш ранньому віці, ніж їхні «колеги» із зовнішніх областей.

## Зоряний склад

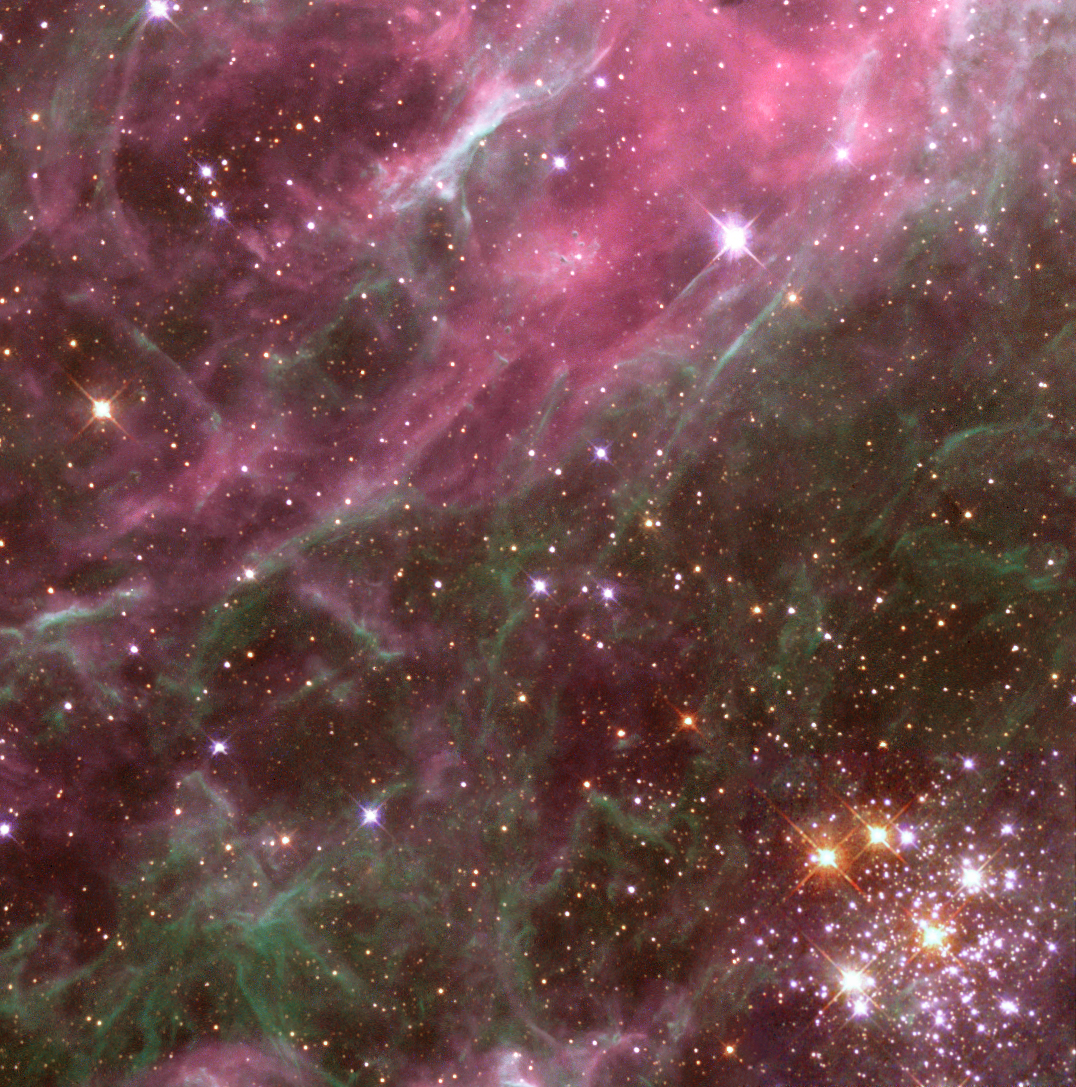
Скупчення зір віком кілька мільйонів років (правий нижній кут) підсвічує Туманність Тарантул у Великій Магеллановій Хмарі.

Через те, що розсіяні зоряні скупчення зазвичай розпадаються до того, як більшість їхніх зір завершать свій життєвий цикл, більша частина випромінювання від скупчень — це світло від молодих гарячих блакитних зір. Такі зорі мають найбільшу масу і найменший час життя — порядку кількох десятків мільйонів років. Старіші зоряні скупчення містять більше жовтих зір.
Деякі зоряні скупчення містять гарячі блакитні зорі, які здаються набагато менш молодими, ніж інша частина скупчення. Такі блакитні зорі також спостерігаються в кулястих скупченнях; вважається, що в найщільніших ядрах кулястих скупчень вони утворюються при зіткненні зір і утворенні при цьому гарячіших і масивніших зір. Однак зоряна щільність в розсіяних скупченнях набагато нижча, ніж у кулястих, і кількість спостережуваних молодих зір подібними зіткненнями пояснити не можна. Вважається, що більшість із них утворюється, коли подвійна зоряна система через динамічні взаємодії з іншими членами зливається в одну зорю.
Як тільки в процесі ядерного синтезу зорі малої й середньої маси витрачають свій запас водню, вони скидають свої зовнішні шари та утворюють планетарну туманність із білим карликом. Навіть попри те, що більшість розсіяних скупчень розпадається до того, як більша частина їх членів досягає стадії білого карлика, кількість білих карликів у скупченнях, зазвичай, все ж набагато менша, ніж можна очікувати, виходячи з віку скупчення та оцінюваного початкового розподілу маси зір. Одне з можливих пояснень нестачі білих карликів полягає в тому, що коли червоний гігант скидає свою оболонку й утворює планетарну туманність, невелика асиметрія маси речовини, що скидається, може надати зорі швидкість декілька кілометрів за секунду — достатню для того, щоб вона залишила скупчення.
Через велику зоряну щільність близькі проходження зір у розсіяних скупченнях — не рідкість. Для типового скупчення чисельністю 1000 зір і напівмасовим радіусом 0,5 пк, в середньому кожна зоря буде зближуватися з якоюсь іншою раз на 10 млн років. У щільніших скупченнях цей час ще менший. Подібні проходження можуть значно вплинути на розширені навколозоряні диски речовини навколо багатьох молодих зір. Припливні збурення для великих дисків можуть стати причиною утворення масивних планет і коричневих карликів, які будуть розташовуватися на відстанях 100 а. о. або більше від головної зорі.

## Доля

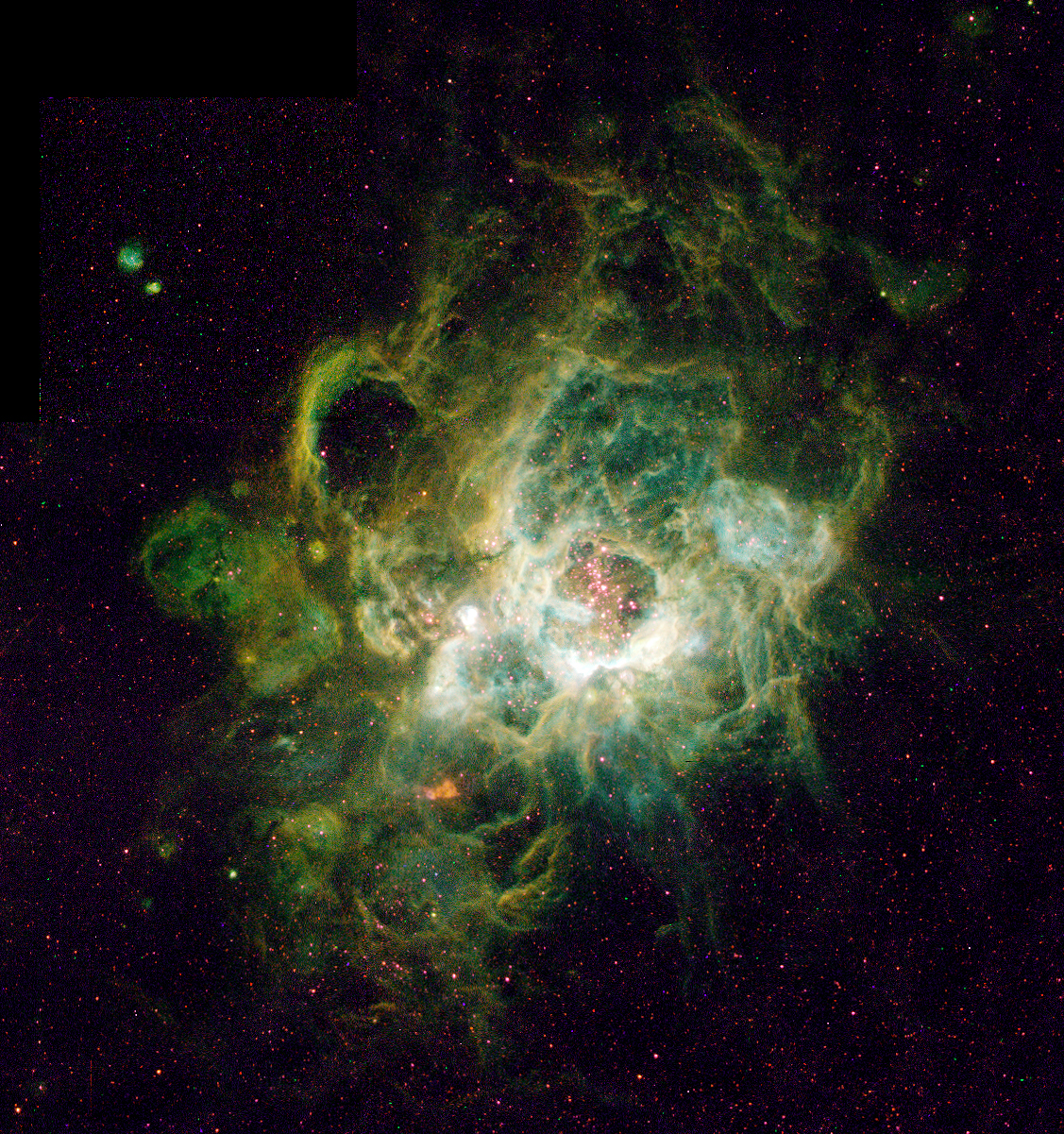
NGC 604 в Галактиці Трикутника — надзвичайно масивне розсіяне скупчення, оточене областю іонізованого водню.

Багато розсіяних скупчень, по суті, нестабільні: через невелику масу друга космічна швидкість для системи менша, ніж середня швидкість зірок, які її складають. Такі скупчення дуже швидко розпадаються протягом кількох мільйонів років.
Скупчення, які після розвіювання навколишньої туманності мають достатню масу, щоб бути гравітаційно пов'язаними, можуть зберігати свою форму протягом багатьох десятків мільйонів років, однак з часом внутрішні та зовнішні процеси також призводять до їх розпаду. Близьке проходження однієї зорі поряд з іншою може збільшити швидкість однієї з зір настільки, що вона перевищить другу космічну швидкість для скупчення. Подібні процеси призводять до поступового «випаровування» членів скупчення.
В середньому через кожні півмільярда років зоряні скупчення зазнають впливу зовнішніх факторів, наприклад, проходження поряд із якою-небудь молекулярною хмарою або крізь неї. Гравітаційні припливні сили від настільки близького сусідства, зазвичай, руйнують зоряне скупчення. В результаті воно стає зоряним потоком: через великі відстані між зорями така група не може називатися скупченням, хоча зорі, які її складають, пов'язані між собою і рухаються в однаковому напрямку з однаковими швидкостями. Час, через який скупчення розпадається, залежить від початкової зоряної щільності останнього: тісніші живуть довше. Оцінний час напіврозпаду скупчення (через який половина початкових зір буде втрачена) змінюється від 150 до 800 млн років, залежно від початкової щільності.

Після того, як скупчення перестане бути пов'язаним гравітацією, багато зір, які його складають, все ж збережуть свою швидкість і напрямок руху в просторі; виникне так звана зоряна асоціація (чи рухома група зір). Так, декілька яскравих зір «ковша» Великої Ведмедиці — колишні члени розсіяного скупчення, яке перетворилося в таку асоціацію з назвою «рухома група зір Великої Ведмедиці». Зрештою, через невеликі відмінності у своїх швидкостях вони розсіюються по Галактиці. Більші скупчення стають потоками, за умови, що буде встановлена однаковість їхніх швидкостей та віку; у протилежному випадку зорі будуть вважатися незв'язаними.

## Дослідження зоряної еволюції

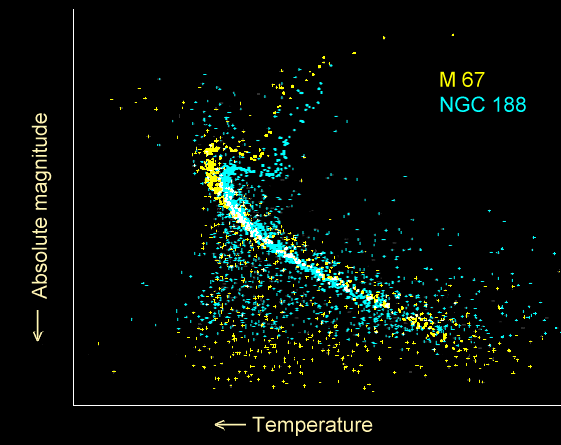
Діаграма Герцшпрунга — Рассела для двох розсіяних зоряних скупчень. NGC 188 (показано зеленим) старше і тому його точка повороту з головної послідовності розташована нижче, ніж у M67 (показано жовтим).

У діаграмі Герцшпрунга — Рассела для розсіяного скупчення більшість зір будуть належати до головної послідовності. В деякий момент, що називається точкою повороту, наймасивніші зорі покидають головну послідовність і стають червоними гігантами; «віддаленість» таких зір від головної послідовності дозволяє визначити вік скупчення.
Через те, що зорі у скупченні перебувають майже на однаковій відстані від Землі та утворилися приблизно в один час з однієї хмари, всі відмінності у видимій яскравості зір скупчення обумовлені їх різною масою. Це робить розсіяні зоряні скупчення дуже корисними об'єктами для вивчення зоряної еволюції, оскільки при порівнянні зір багато змінних характеристик можна вважати фіксованими для скупчення.
Наприклад, дослідження вмісту літію та берилію в зорях із розсіяних скупчень може серйозно допомогти у розгадуванні таємниць еволюції зір та їх внутрішньої структури. Атоми водню не можуть утворити атоми гелію при температурі нижче 10 млн K, але літієві та берилієві ядра руйнуються при температурах 2,5 млн і 3,5 млн К відповідно. Це означає, що їх вміст напряму залежить від того, як сильно перемішується речовина у надрах зорі. При вивченні їх вмісту в зорях скупчення такі змінні, як вік і хімічний склад, є зафіксованими.
Дослідження показали, що вміст цих легких елементів набагато нижчий, ніж передбачають моделі зоряної еволюції. Причини цього не зовсім зрозумілі; одне із пояснень полягає в тому, що в надрах зорі відбуваються викиди речовини з конвективної зони в стабільну зону променистого переносу (англ. convection overshoot).

## Астрономічна шкала відстаней

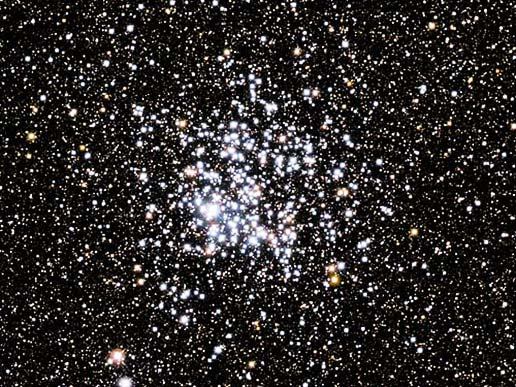
«Дика Качка» (M 11) — дуже багате скупчення, розташоване в напрямку центра Чумацького Шляху.

Визначення відстаней до астрономічних об'єктів — ключовий момент для їх розуміння, але переважна більшість таких об'єктів розташовується занадто далеко, щоб відстані до них можна було виміряти прямо. Градуювання астрономічної шкали відстаней залежить від послідовності непрямих і часом невизначених вимірювань по відношенню спочатку до найближчих об'єктів, відстань до яких можна виміряти безпосередньо, а потім усе більш віддалених. Розсіяні зоряні скупчення — дуже важлива сходинка на цій драбині.
Відстані до найближчих до нас скупчень можна виміряти прямо одним із двох способів. По-перше, для зір найближчих скупчень можна визначити паралакс (невелике зміщення видимого положення об'єкта протягом року через рух Землі по орбіті Сонця), як це зазвичай робиться для окремих зір. Плеяди, Гіади та деякі інші скупчення в околицях 500 св. р. достатньо близькі, щоб для них такий спосіб дав достовірні результати, і дані з супутника Гіппарх дозволили встановити точні відстані для ряду скупчень.
Інший прямий спосіб — так званий метод рухомого скупчення. Він базується на тому, що зорі у скупченні розділяють спільні параметри руху в просторі. Вимірювання власних рухів членів скупчення і нанесення на карту їх видимого переміщення по небу дозволить встановити, що вони сходяться в одній точці. Радіальні швидкості зір скупчення можуть бути визначені за вимірюваннями доплерівських зміщень в їхніх спектрах; коли всі три параметри — радіальна швидкість, власний рух та кутова відстань від скупчення до його точки сходження — відомі, прості тригонометричні розрахунки дозволять обчислити відстань до скупчення. Найвідоміший випадок застосування цього методу стосується Гіад і дозволив визначити відстань до них — 46,3 парсека.
Як тільки відстані до найближчих скупчень встановлені, інші методи можуть продовжити шкалу відстаней для більш далеких скупчень. Порівнюючи зорі головної послідовності на діаграмі Герцшпрунга — Рассела для скупчення, відстань до якого відома, з відповідними зорями більш далекого скупчення, можна визначити відстань до останнього. Найближче відоме скупчення — Гіади: хоча група зір Великої Ведмедиці приблизно вдвічі ближча, але це все ж зоряна асоціація, а не скупчення, оскільки зорі в ній гравітаційно не пов'язані між собою. Найвіддаленіше з відомих розсіяних скупчень в нашій Галактиці — це Берклі 29, відстань до нього — близько 15 000 парсек. Крім цього, розсіяні скупчення можна легко виявити у багатьох галактиках Місцевої групи.
Точне знання відстаней до розсіяних скупчень життєво необхідне для градуювання залежності «період — світність», яка існує для змінних зір, таких як цефеїди та зір типу RR Ліри, що дозволить користуватися ними як «стандартними свічками». Ці потужні зорі можна бачити на великих відстанях і з їх допомогою продовжувати шкалу далі — до найближчих галактик Місцевої групи.

## Виноски
1. ↑  Для порівняння: висота площини нашої Галактики ~180 св. р., а радіус — близько 100 000 св. р.
2. ↑  Радіус сфери, в межах якої розташовуються зорі, загальна маса яких дорівнює ½ від маси скупчення